# Nationaldemokratische Partei (Österreich, 1967–1988)
Die Nationaldemokratische Partei (NDP) war eine von 1967 bis zur Aberkennung des Parteistatuts und der behördlichen Auflösung des Vereins wegen nationalsozialistischer Wiederbetätigung 1988 bestehende Kleinstpartei in Österreich.

## Parteigeschichte
Die Partei entstand als Abspaltung der FPÖ. Ursächlich dafür war die Unzufriedenheit rechtsextremer Elemente mit einem Versuch des Parteiobmanns Friedrich Peter, eine Balance zwischen liberalen und konservativen Kräften in der Partei herzustellen. Im Jahr 1966 wurde die NDP in Innsbruck als Verein angemeldet. Die konstituierende Versammlung als bundesweite Organisation fand im Februar 1967 in Linz statt. Gegründet wurde die Partei von Norbert Burger, der während ihres Bestehens die bestimmende Person blieb, Herbert Fritz und einer Reihe von „Südtirol-Aktivisten“ (siehe Geschichte Südtirols), nach dem Vorbild und als Schwesterpartei der Nationaldemokratischen Partei Deutschlands (NPD). Erster Obmann war Rudolf Watschinger. Die Mitglieder kamen mehrheitlich aus der FPÖ.
Burger, ehemaliger Bundesvorsitzender des Rings Freiheitlicher Studenten (RFS), der FP-Studentenorganisation, Mitglied der Freiheitlichen Akademikerverbände und Alter Herr der Wiener Burschenschaft Olympia, war zuvor bereits Mitglied des 1957 gegründeten Befreiungsausschusses Südtirol (BAS) gewesen, einer in Italien als terroristisch eingestuften Organisation, und wurde wegen seiner Verbindungen zu gewalttätigen Anschlägen in Südtirol 1961 in Klagenfurt verhaftet. Es folgte ein Aufenthalt in Deutschland, von wo er 1963 ausgewiesen wurde und nach Österreich zurückkehrte. Im selben Jahr trat er aus der FPÖ aus, deren Südtirol-Referent er gewesen war. Er wurde 1971 in Italien wegen terroristischer Aktivitäten in Abwesenheit zu lebenslanger Haft verurteilt.
Bei der Nationalratswahl 1970, der einzigen, an der sie im Verlaufe ihres Bestehens teilnahm, erhielt die NDP 2631 Stimmen (0,06 %).
Nach Inkrafttreten des Parteiengesetzes am 1. Juli 1975 suchte die NDP die Rechtsform als politische Partei im Sinne dieses Gesetzes durch Hinterlegung einer Satzung beim Bundesministerium für Inneres am 8. August 1975 (§ 1 Abs 4 ParteienG) zu erreichen.
Am 15. Januar 1976 erschien erstmals die Parteizeitung Klartext. Zeitung für nationale Politik. Weitere periodisch erscheinende Publikationen der NDP waren Nationaldemokratische Information (seit 1969) und Wetterleuchten: Zeichen der europäischen Wiedergeburt (1987 bis 1988).
Programmatisch strebte die NDP unter anderem den Anschluss Österreichs an Deutschland an. Neben Forderungen wie der Wiedereinführung der Todesstrafe war vor allem das Eintreten gegen eine angeblich drohende „Überfremdung“ bzw. „biologische Unterwanderung“ Österreichs durch Gastarbeiter ein zentraler Schwerpunkt ihrer Tätigkeit. Die Bundesversammlung der NDP beschloss am 8. November 1974 in Krems, ein „Anti-Gastarbeiter-Volksbegehren“ zu organisieren. Dazu wurde eine „Volksinitiative für eine Ausländerbegrenzung“ genannte Gruppe gegründet, die die Vorbereitungen übernehmen sollte. Das Volksbegehren kam jedoch nicht zustande. Anhänger der Partei verteilten Flugzettel mit der Forderung: „Fremdarbeiter Raus!“. Als Burger 1980 bei der Wahl zum österreichischen Bundespräsidenten als NDP-Kandidat antrat und 140.741 Stimmen (3,1 %) erhielt, hatte er die Thematik auch in seinen Wahlkampf übernommen, sein Wahlslogan lautete: Gegen Überfremdung – für ein deutsches Österreich. In der Folge unternahm die NDP 1982 erneut einen Versuch, über eine „Bürgerinitiative zur Durchführung eines Volksbegehrens gegen die Überfremdung Österreichs“, der auch die Aktion Neue Rechte (ANR) und die Ausländer-Halt-Bewegung Gerd Honsiks angehörten, ein „Volksbegehren zum Schutze Österreichs gegen Überfremdung und Unterwanderung“ zu starten, was abermals scheiterte. Im Jahr 1986 unterstützte die NDP die Kandidatur Otto Scrinzis bei der Wahl zum Bundespräsidenten.
Die NDP wurde vom Verfassungsgerichtshof 1988 auf Basis des Verbotsgesetzes und bezugnehmend auf Artikel 9 des Österreichischen Staatsvertrages (Auflösung nazistischer Organisationen) die Rechtspersönlichkeit als politische Partei aberkannt. Das Erkenntnis vom 25. Juni 1988, Gz B 999/87 hatte die Beschwerde Burgers gegen ein gegen ihn gerichtetes, im Instanzenzug ergangenes Straferkenntnis der NÖ Landesregierung vom 13. August 1987 wegen Übertretung des NÖ Ankündigungsabgabegesetzes 1979 (Erstbehörde Magistrat der Stadt Krems) zum Gegenstand. Da die NDP nationalsozialistisches Gedankengut verbreite, komme ihr die im erwähnten Gesetz vorgesehene Abgabenbefreiung für politische Parteien nicht zu. In der Begründung stellte der Verfassungsgerichtshof fest, dass das „Grundsatz- und Forderungsprogramm“ der NDP auf einem „biologisch-rassistischen Volksbegriff“ basiere und in Verbindung mit seiner „großdeutsche[n] Propaganda … in Kernpunkten mit Zielen des NSDAP“ übereinstimme (die deutsche Nation wurde als „Teil der weißen Rasse“ angesehen, es wurde ein Wille zur „Arterhaltung“ gefordert und der Lebensraum des deutschen Volkes als von „afro-asiatische Rassen und Völker[n] bedroht“ betrachtet). Zur „nach Artikel 4 des StV Wien 1955 verbotene[n] großdeutsche[n] Propaganda“ rechnete der Gerichtshof auch die Forderung der Partei nach der „Rückgabe der 1945 geraubten und besetzten deutschen Ostgebiete jenseits von Oder und Neiße und im Sudetenland“. Als weitere Belege für die Nähe der Partei zur NSDAP sah der Gerichtshof ihr Eintreten gegen Entartete Kunst, ihre Befürwortung von Eugenik und die Verwendung „sonst ungebräuchliche[r] Begriffe“, die auch die Nationalsozialisten verwendet hatten (wie „Volksgenossen“), an. Gegenüber dem Argument der Partei, dass ihre Forderung nach dem Anschluss Österreichs an Deutschland durch das Selbstbestimmungsrecht der Völker gedeckt sei, gab der Gerichtshof an, dass das Verbotsgesetz „jede großdeutsche Propaganda (auch wenn sie nicht von sonstigen nationalsozialistischen Ideen begleitet wird) verbietet, sodaß jede auf Wiederherstellung eines großdeutschen Staates zielende Propaganda verboten ist, mag sie auch nicht den Grad einer nationalsozialistischen Wiederbetätigung erreichen“, weshalb bei dieser Forderung nicht auf das Selbstbestimmungsrecht zurückgegriffen werden könne.
Als Verein wurde die NDP per Bescheid vom 21. November 1988 behördlich aufgelöst. Nach der Auflösung der NDP gründete Burger die Bürger-Rechts-Bewegung (BRB), von der bis kurz vor seinem Tod die Zeitschrift Klartext. Zeitschrift für Lebensschutz, Freiheit und Menschenrechte herausgegeben wurde.